# Stenopsyche vicina
Stenopsyche vicina är en nattsländeart som beskrevs av Navás 1932. Stenopsyche vicina ingår i släktet Stenopsyche och familjen Stenopsychidae. Inga underarter finns listade i Catalogue of Life.